# Демаркациона линија у НДХ
Демаркациона линија у Независној Држави Хрватској била је војничка демаркациона линија којом су Нацистичка Њемачка и Фашистичка Италија подијеле НДХ на интересне зоне.

## Географски положај
Демаркациона линија се пружала средином НДХ. Почињала је са од старе границе са Словенијом (тада са Нацистичком Њемачком), јужно од Саве, од Самобора, Јастребарског, Писаровине преко Петриње, источно од Глине, код Двора, јужно од Приједора, сјеверно од Санског Моста, сјевероисточно од Кључа, западно од Јајца, јужно од Бугојна, Травника, Зенице и Фојнице, сјеверно од Коњица и Неретве, јужно од Сарајева па скретала сјеверно према Дрини сјеверозападно од Фоче, јужно од Горажда и Вишеграда до Чајнича, на границу са италијанским протекторатом Црном Гором. Линија је од првобитне верзија доживјела неколико измјена.
Одлучено је да док траје њемачка окупациона војна управа у Србији, да ће Њемачка држати и дио Хрватске под окупацијом. Тај се дио пружа од сјеверозапада према југоистоку. Присуство њемачких трупа било је ради осигурања жељезничких веза према Србији. Основа јој је била линија домета њемачке 2. и италијанске 2. армије. Планирано је да се демаркациона линија успостави у двије етапе. Одлучено је да се то изврши 8. маја 1941. године. Демаркациона линија пролазила је кроз НДХ и настављала се даље ка истоку. Ишла је правцем: Самобор (ње.) — Петриња (ње.) — пут Петриња — Глина — Босански Нови — Приједор — Бања Лука — Јајце — Доњи Вакуф — Травник — Високо — Сарајево (насеља под ње.) — жељезничка пруга Сарајево — Прача — Устипрача — Рудо (мјеста на прузи ње.) — пут Рудо — Прибој (мјеста ње.) — пут Нова Варош — Сјеница — Нови Пазар (мјеста ње.). — Косовска Митровица (ње.) — жељезничка пруга Косовска Митровица — Приштина — Урошевац (мјеста ње.). Њемачкој је жељела осигурати руднике хрома и олова на Љуботену у Македонији и лежишта олова у Косовској Митровици, а и да се изађе у сусрет Мусолинијевим жељама у вези са албанско-македонском границом. Траса кроз НДХ је касније помјерен на сјеверозапад.

## Одређивање
Одређена је на њемачко-италијанским разговорима у Бечу од 20. до 22. априла 1941. године. Италијанске и њемачке трупе стално су биле присутне у НДХ и због те задржаности и операција постављено је питање потребе уређења односа окупаторских снага, како међу њима, тако и према НДХ. Стога су министри иностраних послова Њемачке Рибентроп и Италије Ћано у Бечу договарали рјешење. Никако нису могли усагласити подјелу НДХ у окупационе сврхе, јер су италијански захтјеви били велики: тражили су превласт у читавој НДХ. Стога су договорили привремено рјешење, гдје је за почетак договорена демаркациона линија италијанске и њемачке окупационе зоне. Њен је ток одредио Адолф Хитлер. Коначној траси прилог су дали и војни, инострани и економски форуми, јер је одређивање подразумијевало повлачење и пребацивање трупа, сређивање веза између војних команди, уређење жељезничког и путног промета, питање витално важног рудног богатства. Министарски договор дакле је био само окончање ранијих одлука Хитлера и војске. Регулисали су спорне тачке, попут контроле производних богатстава. Стварна окупације од стране Њемачке и Италије, довела је касније до великог супарништва те двије државе, што је врло омело војна дјеловања против оружаног отпора у НДХ. Прва демаркациона линија је одређена 1. маја 1941. године. Коначна је одређена нешто касније.
Римски уговори су осигурали Италији улогу „јамца” политичке независности и територијалног интегритета НДХ. Италија је своју сферу војне контроле у НДХ подијелила у три зоне војне одговорности (окупационе зоне). Анектиране територије Хрватске, које су по Римским уговорима припале Италији, формирале су прву зону. Накнадним одлукама Италија је окупирала Другу и Трећу зону. Источни Срем са Земуном био је подручје под њемачком окупацијом. У оптицају је био и план Сепа Јанка о формирању њемачког аутономног подручја око Београда („тврђава Рајха”). Због тога су настале несугласице међу руководства Њемачке и мјесног руководства у источном Срему. Хитлер је напустио идеју успостављања њемачке државе у Војводини и дио тог подручја препустио НДХ. Банат је Њемачка запосјела због мјесних Фолксдојчера, али и због супарништва Мађарске и Румуније, јер су обје полагале претензије на Банат.

## Њемачка интересна зона
Њемачка интересна зона се простирала од демаркационе линије све до ријеке Драве.

## Италијанска интересна зона
Италијанска интересна зона дијелила се на три зоне. Првим Римским уговором, Уговором о одређивању граница, одређено је које је дјелове НДХ Италија себи непосредно припојила. Обухватао је Далматинску загору града Задра, као и градове Сплит и Шибеник, већину јадранских острва и појас земље у сјеверозападној Хрватској.
Споразумом о питањима војних значаја успостављена су још два подручја унутар италијанске окупационе зоне у НДХ. Друга зона је била копнени појас који се протезао дуж цијеле обале Јадранског мора (или Прва зона, гдје присутна) између Словеније и Црне Горе, а Трећа зона се протезала између Друге зоне и Бечке линије. Споразум је забранио НДХ да распоређује трупе у Другу зону, дозвољавајући јој само да успостави цивилну управу.
Иако су се италијанске снаге повукле из Друге и Треће зоне након потписивања Римских уговора у мају, ова одлука је једнострано поништена 22. августа. Реокупација је формализована 7. септембра, када је Италија преузела војну и цивилну управу над Другом зоном, као и војну власти у Трећој зони, чиме је власт НДХ у Трећој зони сведена на цивилну управо под италијанским надзором. Пуним преузимањем Треће зоне Италија је добила контролу над територијом коју је Ћано тражио током преговора у Љубљани у априлу 1941. године.
По примирја у Касибилеу 3. септембра 1943. прије италијанске предаје,  Павелић је 10. септембра прогласио неважећим Римске уговоре и анексију Прве зоне. Он је у свом прогласу најавио и анексију подручја која си раније била изван Југославије; тачније Задар, Ријека и дио Истре. Овај потез је блокирао Хитлер.

## Напомена
1. ↑  Варијације се јављају на више мјеста. Упоредити карту на унутрашњим и задњим корицама Pavelić između Hitlera i Mussolinija (1980).[2]